# Dévaluation fiscale
Une dévaluation fiscale (ou dévaluation compétitive) est une politique économique visant à réduire les coûts des biens et services exportés par le biais d'une modification de la fiscalité pratiquée dans le pays exportateur. L'objectif est de calibrer la fiscalité nationale pour que le coût total de production des entreprises domestiques devienne moindre que celui des entreprises étrangères. 
Cette politique vise les mêmes effets qu'une dévaluation à travers l'instrument de la fiscalité. Il s'agit à ce titre d'une option pour les pays qui ne disposent plus du levier de la dévaluation monétaire, par exemple les États membres de la zone euro.

## Concept
La dévaluation fiscale fait partie des politiques fiscales qu'une puissance publique peut mener. Afin d'accroître la compétitivité des exportations de son pays, l'autorité peut choisir une dévaluation monétaire ; dans le cas où cette dévaluation est rendue impossible (par un accord international, une monnaie unique, etc.), le pays peut pratiquer une dévaluation salariale en comprimant les salaires, ou une dévaluation fiscale, en réduisant la fiscalité des entreprises pour qu'elles répercutent cette réduction sur le prix des biens et exportent plus.
La dévaluation fiscale est ainsi discutée lorsqu'une économie considère subir un niveau trop élevé de ses prix lui faisant perdre des parts de marché à l'export. Dans une telle situation, sa balance commerciale se dégrade, ce qui pèse sur la croissance, d'autant plus que cela peut mener à des délocalisations. 
Selon Xerfi, « si les entreprises reportent alors cette baisse de coût sur leurs prix de production, la baisse d’impôt induit un avantage de prix relatif pour les produits assemblés sur le territoire. Mais même si le report sur les prix n’a pas lieu, cette politique accroît la profitabilité, notamment des activités exportatrices ». 
Si la dévaluation fiscale (baisse d'impôts et/ou cotisations sociales à la charge des employeurs) au bénéfice des entreprises n'est pas compensée par des recettes venant de tout ou partie de la population, elle pénalise, soit les recettes budgétaires d'une administration publique, soit d'organismes de sécurité sociale. Les conséquences peuvent être une baisse de prestations de service public ou de protection sociale (santé, chômage, retraite).
La baisse d’impôt ou des cotisations sociales à la charge des employeurs pour les entreprises peut être compensée par« une hausse des impôts à la consommation ». Pour la TVA. « On parle alors de «TVA sociale» lorsque le choc combine une baisse des cotisations sociales associée à une hausse de TVA ». « La dévaluation est réalisée à taux de prélèvement global constant ».

## Histoire
En France en 2012, les économistes Philippe Aghion, Emmanuel Farhi, Gilbert Cette et Elie Cohen recommandent de pratiquer une telle politique en transférant le financement de la protection sociale des entreprises vers d'autres prélèvements comme la contribution sociale généralisée (CSG) ou la taxe sur la valeur ajoutée (TVA). Selon eux, cette politique a pour conséquence de diminuer le coût du travail et donc de diminuer les prix et d'améliorer la compétitivité des entreprises situées en France par rapport à la concurrence étrangère.

## Critiques
La dévaluation fiscale est souvent critiquée pour le caractère auto-entretenu qu'il génère dans le cadre d'une concurrence fiscale. Si tous les États pratiquent la dévaluation fiscale, aucun n'en bénéficie car les mesures s'annulent, tout en générant un manque à gagner pour les finances publiques. Ainsi, suivant tour à tour une politique de dévaluation fiscale « chaque pays conquiert dans la douleur un avantage provisoire et participe à la déflation fiscale et sociale européenne ».
Le Sénat souligne, dans un rapport de 2007, la « compétition fiscale généralisée » déjà à l’œuvre au sein de l'Union européenne. On observe ainsi « la déformation des structures fiscales en Europe vers plus d'impôts indirects et moins de prélèvements directs sur les revenus du travail en est la manifestation la plus globale. Par certaines de ses dimensions - la hausse de la TVA compensée par les baisses de cotisation -, elle conduit à restaurer les dévaluations compétitives entre Nations européennes d'avant l'euro ».